# Unconditional (filme)
Unconditional (bra: Incondicional) é um filme do gênero drama biográfico de 2012 escrito e dirigido por Brent McCorkle, inspirado em fatos reais. É o primeiro filme da Harbinger Media Partners, que tem como objetivo "produzir filmes teatrais de alta qualidade que honrem a Deus e inspirem os espectadores a segui-lo e servir a outros". Os produtores do filme fizeram parceria com várias organizações de caridade e sem fins lucrativos para incentivar os espectadores a atender às necessidades de outros em suas comunidades.
O filme é o primeiro projeto dirigido por Brent McCorkle, que também escreveu o roteiro e editou o filme. Ele já trabalhou em vários curtas, incluindo The Rift, que ganhou um prêmio no festival Doorpost Film Project em 2009.

## Enredo
Samantha Crawford (Lynn Collins) vive uma vida de sonho. Ela tem um casamento feliz em um rancho onde mantém seu amado cavalo, e as histórias que contou e ilustrou desde a infância tornaram-se livros publicados. Quando seu marido Billy (Diego Klattenhoff) morre tragicamente, Sam perde a fé e a vontade de viver. Um encontro que desafia a morte com duas crianças leva a um reencontro com Joe Bradford (Michael Ealy), seu amigo mais antigo. Enquanto Sam observa Joe cuidar e amar as crianças em seu bairro de poucos recursos, ela começa a acreditar que o amor de Deus está sempre chegando a ela.

## Dublagem brasileira
- Cassia Bisceglia[8]
- Ricardo Telles[8]
- Bruno Camargo[8]
- Flavia Narciso[8]

Vozes Adicionais
- Vagner Santos[8]
- Cesar Emílio[8]
- Layra Campos[8]
- Paloma Mendonça[8]
- Alex Minei[8]
- Raphael Ferreira[8]
- Kate Kelly[8]
- Vinny Takarrashi[8]
- Rodrigo Araújo[8]
- Alna Prado[8]
- Ramon Campos[8]
- Renata Vilaça[8]
- Gabriel Noya[8]
- Luiz Carlos Moraes[8]
- Eudes Carvalho[8]
- Fabio De Castro[8]
- Gilmar Lourenço[8]

## Recepção
No agregador de críticas Rotten Tomatoes, que categoriza as opiniões apenas como positivas ou negativas, o filme tem um índice de aprovação de 75% calculado com base em 12 comentários dos críticos. David Martindale deu ao filme uma nota B+ no jornal The Dallas Morning News, apresentando-o como "um pequeno filme com um grande coração, um filme de mensagem que não tem gosto de remédio". Ele disse: "Unconditional tem muito a seu favor. Além de um elenco sólido, liderado por Lynn Collins (John Carter) como Samantha "Sam" Crawford e Michael Ealy (Think Like a Man) como Joe Bradford, tem um roteiro elegante e visuais impressionantes." Gary Goldstein, do Los Angeles Times, não foi tão favorável em sua crítica, dizendo que o filme incluía muitos clichês e que o diretor Brent McCorkle precisava ter "um pouco mais de fé em seu público".
Entre os críticos de cinema em veículos religiosos, Russ Breimeier, do Christianity Today, disse: "Unconditional se diferencia pela produção de filmes de qualidade e narrativa redentora entregue com autenticidade". Ted Baehr, do Movieguide, chamou o filme de "saudável" e "redentor", elogiando-o como "um filme lindamente feito com uma história cativante e inspiradora".